# Glaven 8

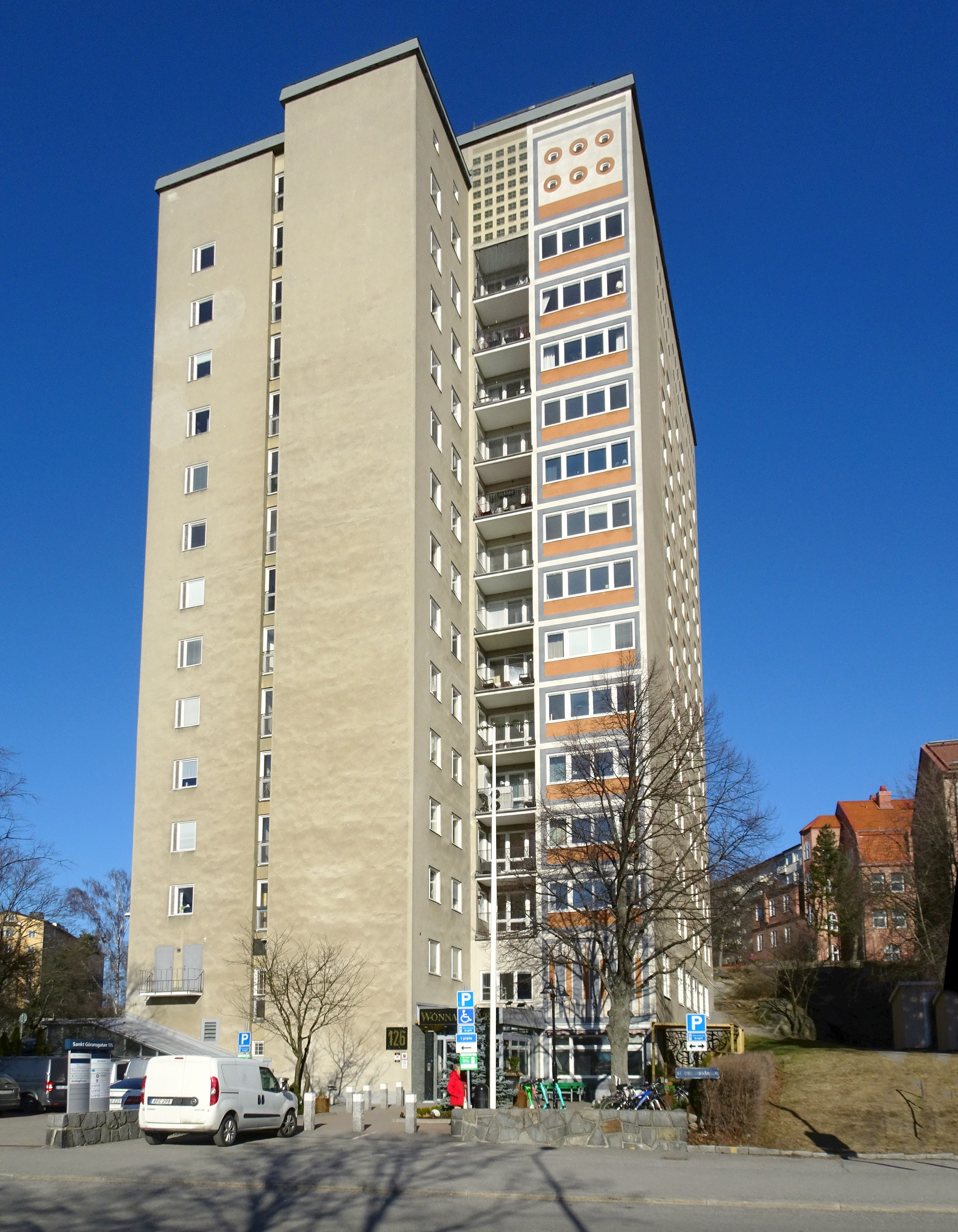
Glaven 8 i mars 2022.

Glaven 8 (även kallad Stadshagsgården och Wonna Tower) är en kulturhistoriskt värdefull byggnad vid Sankt Göransgatan 126 i stadsdelen Stadshagen på Kungsholmen i Stockholm. Huset uppfördes 1953 som vård- och ålderdomshem efter ritningar av arkitekt Ture Ryberg. Fastigheten är grönmärkt av Stadsmuseet i Stockholm vilket innebär "särskilt värdefull från historisk, kulturhistorisk, miljömässig eller konstnärlig synpunkt". Glaven 8 såldes 2018 till fastighetsägaren Wonna I de Jong och kallas sedan dess Wonna Tower.

## Byggnadsbeskrivning

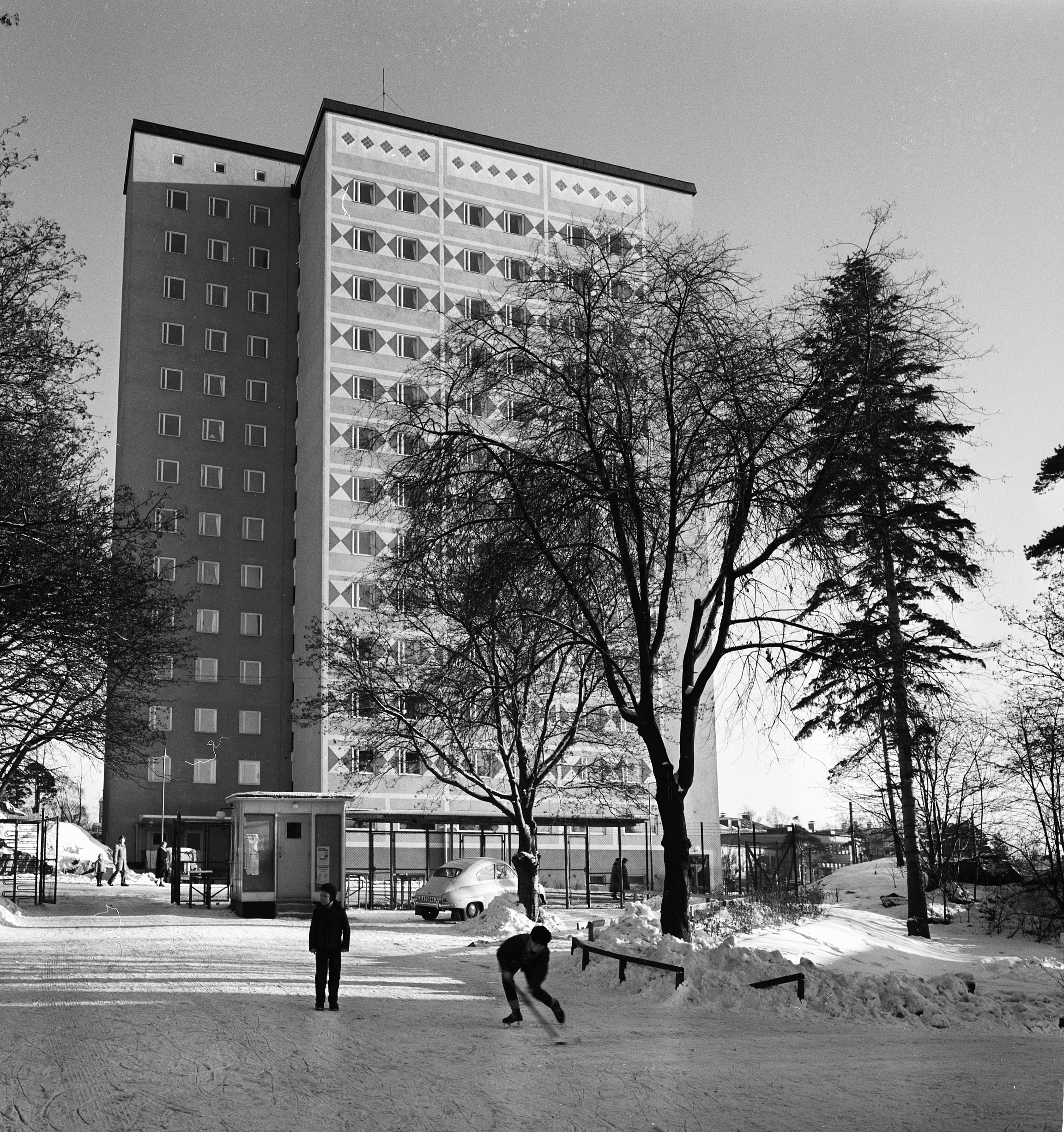
Glaven 8 i februari 1957.

På en mindre tomt mittemot Sankt Görans sjukhus uppfördes 1953 ett höghus med 15 våningar (ovan jord) och två källarvåningar. Byggherre var Stockholms Stads Fattigvårdsnämnd och byggmästare AB Svenska Bostäder. Som arkitekt anlitades Ture Ryberg medan konstruktör var Sven Tyrén. Landskapsarkitekten Eric Anjou stod för gestaltningen av trädgården (tillsammans med grannen Glaven 9).
Ryberg ritade en byggnad i den vid tiden rådande folkhemsarkitekturen. För att volymen inte skulle upplevas alltför kompakt fick huset två inbördes förskjutna byggnadskroppar. Byggnaden innehöll i de nedre våningsplanen bland annat storkök, matsal / samlingssal, läkarmottagning och personalrum. På våningsplanen inreddes längs med två korridorer rum för en till fyra personer, ett avdelningskök, ett större badrum samt rum för sköterska och två dagrum. Ett centralt trapphus med tre hissar sörjde för den vertikala kommunikationen. Fasaderna putsades i ljust beige kulör och målades med enkla geometriska mönster som ger huset karaktär.

## Husets vidare öden
Funktionen som ålderdomshem avvecklades och fastigheten blev ett läkarhus med många olika vårdgivare. Glaven 8 ägdes fram till år 2018 av Locum som planerade en större ombyggnad för vård och kontor. Man tömde huset men avbröt sedan ombyggnadsplanerna på grund av "byggnadstekniska svårigheter". Landstingsstyrelsen i Stockholm föreslog vid sitt sammanträde den 30 januari 2018 att godkänna försäljningen av Glaven 8. Köpare var fastighetsägaren Wonna I de Jong och köpeskillingen var 262 miljoner kr.

## Bilder

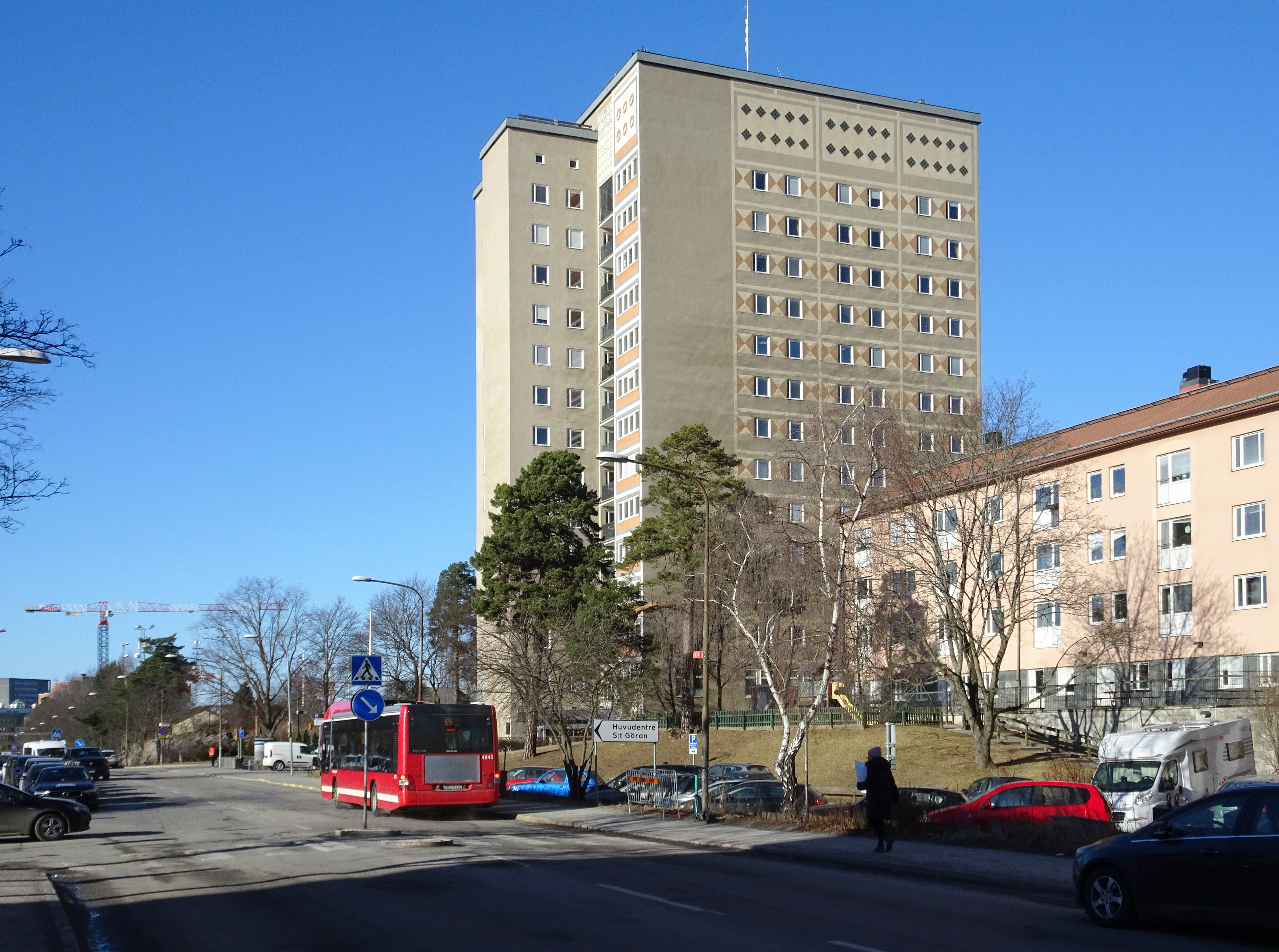
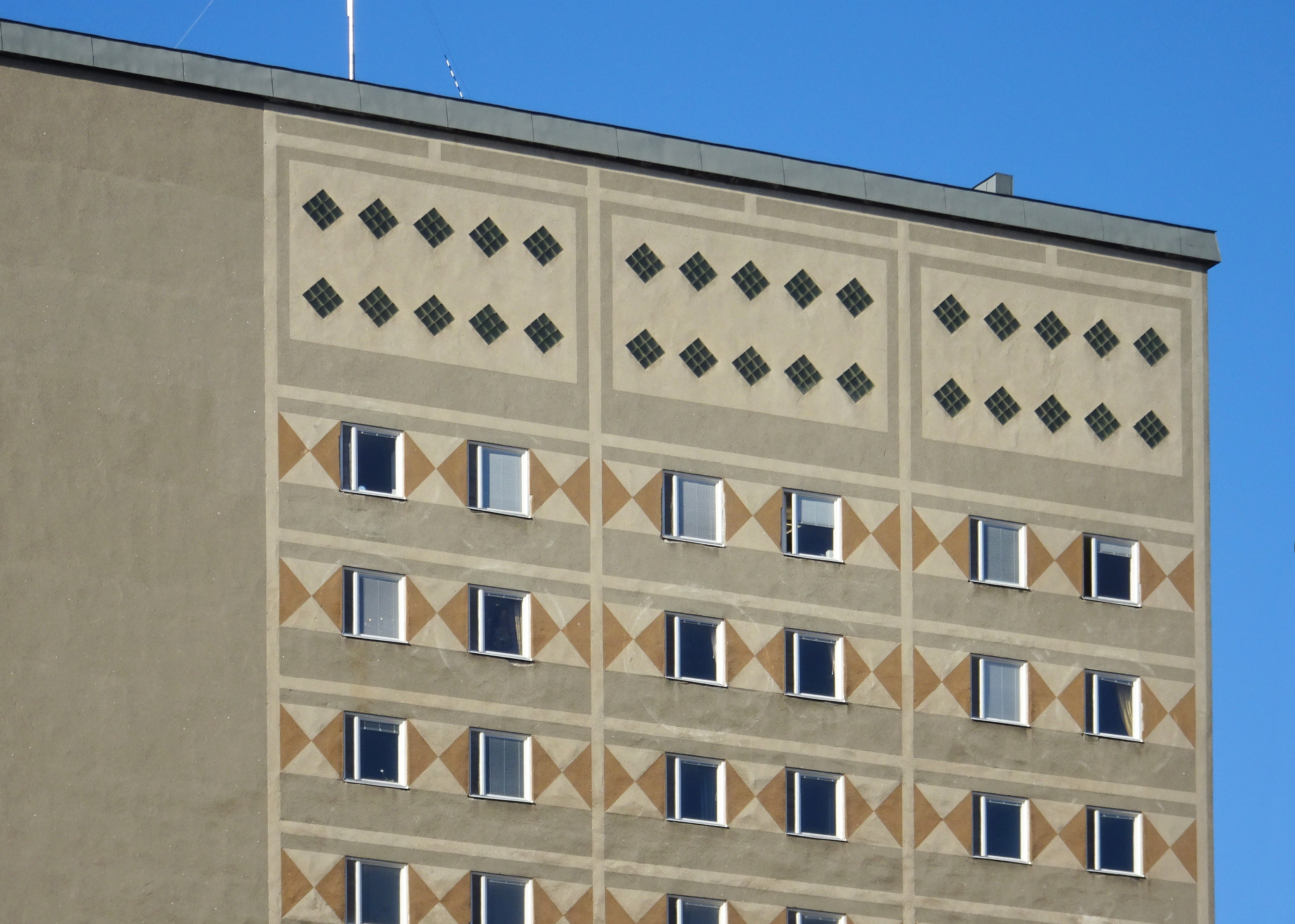
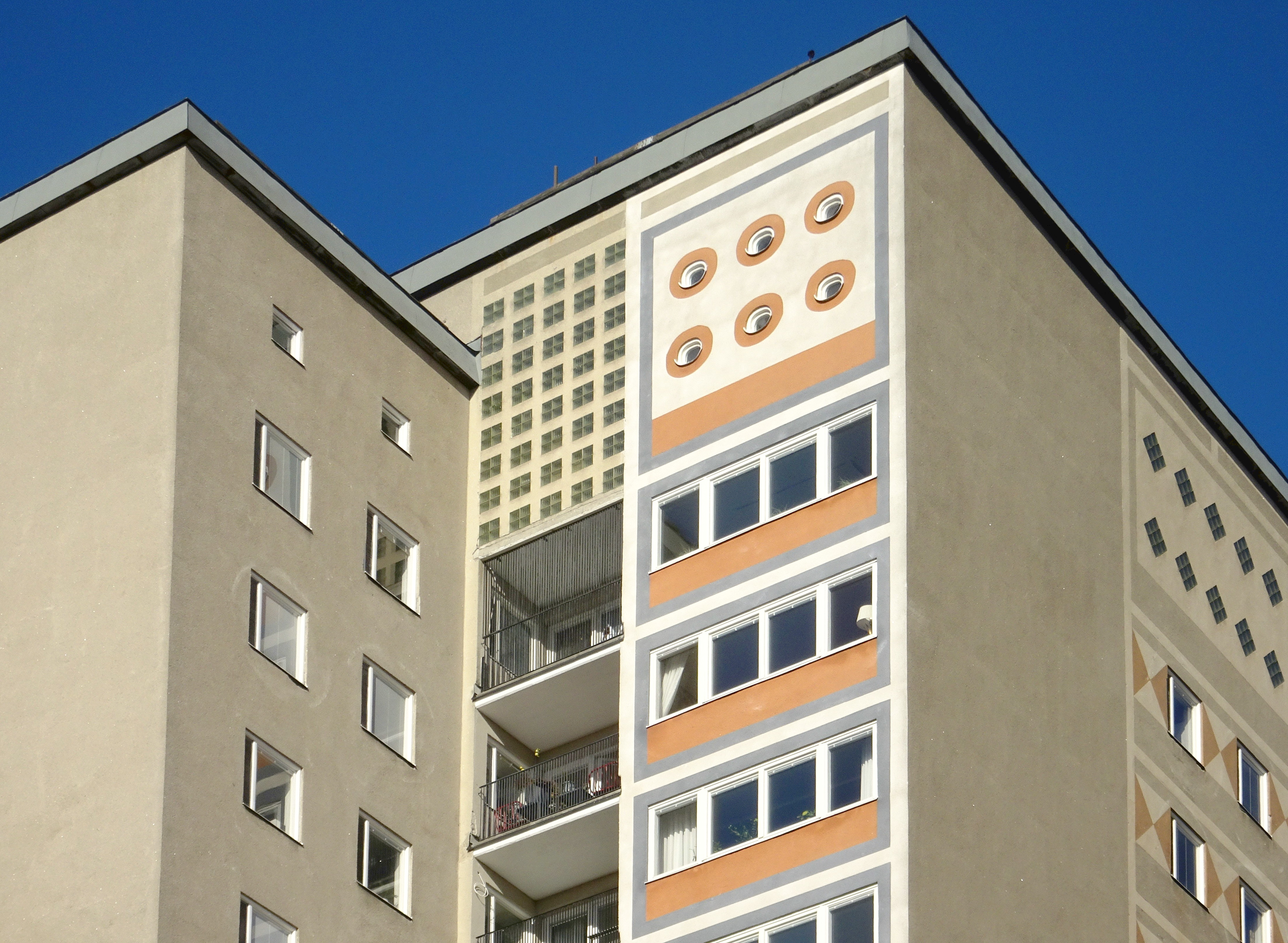
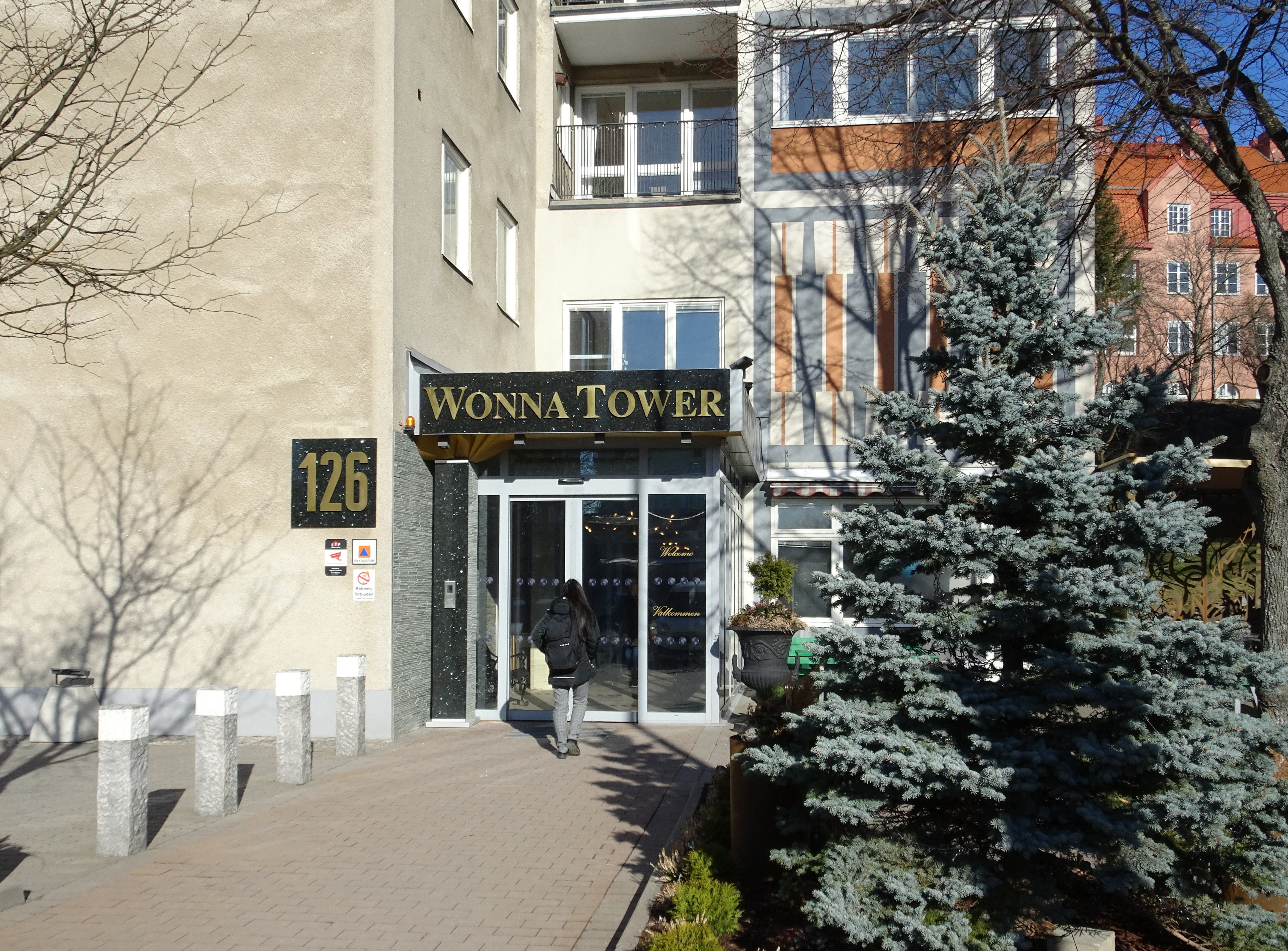